# Permalink
Un permalink o collegamento permanente è un tipo di URL che si riferisce a una specifica informazione, implementato in modo da non cambiare o almeno da rimanere lo stesso per lunghi periodi di tempo. Il termine è spesso impiegato nell'ambito dei blog per indicare il link ad un determinato post.
La stabilità dei link è una proprietà auspicabile quando è probabile che i contenuti vengano citati e ne venga fatto un collegamento da fonti esterne all'organizzazione originale oppure quando nell'ambito della stessa organizzazione la complessità del sito web cresce oltre le poche pagine. In particolare, nell'ambito di grossi siti commerciali gestiti mediante Content Management System che si appoggia ad un database è necessario definire delle politiche di progettazione degli URL e di permanenza dei collegamenti.

## Funzionalità
I primi weblog erano costituiti solamente da pagine HTML statiche. Non esistevano collegamenti alle varie voci di per sé; gli utenti erano costretti a scorrere l'elenco per trovare quello che desideravano. Se l'autore era solito inserire molte voci, solitamente una voce specifica rimaneva disponibile solo per pochi giorni. Prima dell'introduzione dei permalink (intorno al 1999), gli utenti del web spesso si accorgevano che gli URL salvati che si riferivano a voci specifiche dopo qualche tempo diventavano inutili. Questo fenomeno divenne particolarmente evidente quando i siti web professionali cominciarono a migrare da schemi di URL interni basati su directory contenenti le pagine web statiche verso  uno schema completamente dinamico dove le pagine richieste erano create sul momento a partire dal database contenente le informazioni.
In questi casi i nomi apparivano quasi senza senso spesso costituiti da numeri interi costituenti l'identificativo interno al database. Quando gli articoli venivano spostati, cancellati o creati la corrispondenza univoca con l'identificativo del database era persa e quindi un collegamento dopo breve tempo non poteva più essere utilizzato facendovi riferimento diretto.
I permalink sono tipicamente costituiti da stringhe di caratteri che rappresentano data ed ora dell'inserimento  e qualche altro identificativo dipendente dal sistema (che include di solito l'URL base e l'autore). Se un articolo viene modificato, rinominato o spostato, il suo permalink rimane lo stesso. Se un articolo viene cancellato, il suo permalink non può più essere riutilizzato.
I permalink sono in seguito stati affiancati da altre innovazioni come il link tracking ed il link trackback nei  weblog o nell'utilizzo dell'RSS o di Atom nei feed.
Il National Bibliography Number (NBN) è uno standard tecnico internazionale, che consente di creare degli identificativi persistenti per le risorse digitali su Internet. È  gestito dalle biblioteche nazionali dei singoli Paesi.

## I formati più diffusi
I permalink sono supportati nella maggior parte dei sistemi di weblogging e nei software di content syndication system, inclusi Movable Type, LiveJournal, WordPress, Blogger e "Il Cannocchiale".
All'interno di un wiki il permalink contiene solamente l'indirizzo del sito e il titolo della pagina web-articolo, e quindi non identifica univocamente una risorsa, della quale possono esserci diverse versioni. Le altre informazioni contenute in un permalink sono trattate come proprietà della risorsa, visibili in una scheda collegata "Cronologia" che contiene nome dell'autore, indirizzo IP di chi pubblica, data della pubblicazione e indice delle modifiche.
Gli autori di software per il blogging o i siti web che ospitano weblog non hanno concordato un unico formato standard per i permalink e non lo faranno mai perché alcune meta-informazioni su un articolo dovrebbero essere ricavate dal flusso RSS associato o dai <meta> tag nell'articolo stesso. In definitiva, anche se le varie implementazioni di permalink svolgono lo stesso ruolo, le soluzioni adottate sono diverse.
Movable Type e typepad.com:
```
 
http://<nome utente>.typepad.com/<nome utente>/<anno su 4 cifre>/<mese su 2 cifre>/<nome di 15 caratteri>.html
```

Blogspot:
```
 
http://<nome utente>.blogspot.com/<anno su 4 cifre>/<mese su 2 cifre>/<nome dell'articolo>.html
```

Wordpress:
```
 
http://<prefisso specifico del sito>/<anno su 4 cifre>/<mese su 2 cifre>/<giorno su 2 cifre>/<nome dell'articolo>/
```

LiveJournal / bloglines:
```
 
http://www.livejournal.com/users/<nome utente>/<identificativo univoco>.html
```

## Formattazione
Le voci dei blog seguono questo schema:
- Titolo
- Data
- Voce
- Commenti, permalink e la categoria nella quale la voce è stata inserita (conosciuta come metadata)

I permalink sono solitamente rappresentati come testo (p.e. "Permalink" o "Collegamento a questa Entry") ma a volte viene utilizzato un simbolo. I simboli maggiormente utilizzati sono il simbolo della sterlina o il  "#". In alcuni siti web si può utilizzare un simbolo di "trademark", un asterisco o un trattino. A volte il carattere di trademark è usato come permalink stesso. Recentemente, si è cominciato ad utilizzare il titolo della voce come permalink.